# CBSニュース
CBSニュース（CBS News）は、 アメリカ合衆国のテレビ・ラジオ放送局、CBSのニュース部門。CBS News Radioは、数百のラジオ局向けに毎時ニュースキャストを制作しているほか、The Takeout PodcastなどのCBS Newsポッドキャストも監修している。また、CBS Newsは、24時間デジタルニュースネットワーク「CBSN」も運営している。
CBSニュースは東京放送ホールディングス（TBSHD）と独占包括業務提携を結んでおり、テレビ事業子会社のTBSテレビによるニュース映像利用の他に、ニュース番組をCS系列のTBS NEWSで放送する。

## 配信
CBSニュースで制作されたニュースは、主に以下のルートで配信される。

### テレビ
アメリカ国内向けに、CBS及びその系列局においてニュース番組が編成されている。また、前述の日本におけるTBSテレビでの例の様に、アメリカ国外の放送局を通じてニュース番組が配信されている。

### ラジオ
アメリカ国内向けに1,000以上の局に向けてニュースを配信。

### インターネット
自社のWebサイト（cbsnews.com）を中心に、YouTubeやSoundCloudなどのWebサービスや、iOSやAndroidといったスマートフォン向けアプリ、FacebookやTwitterなどのソーシャルメディア、ポッドキャストなどを通じて提供される。
2014年11月6日にはインターネット向けニュース専門チャンネルの「CBSN」が開局。

### その他
ニュース配信サービス「CBS Newspath」で系列局向けに配信、更に世界の放送局で作るニュースに関する協力機構「European News Exchange（略称・ENEX）」を通じ、世界中にニュースを配信。
2017年、BBC（イギリス）と提携、Sky Newsとの提携解消を発表。

## 制作番組
現在
- CBSモーニングス
- CBSモーニングニュース
- CBSイブニングニュース
  - CBSウィークエンドニュース（土日版）
- 60 Minutes
- 48 Hours
- CBSオーバーナイトニュース
- CBSサタデーモーニング
- CBSニュース サンデーモーニング
- フェイス・ザ・ネイション

過去
- CBSディス・モーニング
- ジ・アーリー・ショー

## 主なジャーナリスト
- チャリー・ロース（CBSディスモーニング）
- スコット・ペリー（CBSイブニングニュース）
- ボブ・シーファー（フェイス・ザ・ネイション）
- マイク・ウォレス（60 Minutes）

過去に在籍
- ウォルター・クロンカイト
- ダン・ラザー（2005年3月9日 CBS Evening Newsを降板）
- ジョン・ロバーツ（CBS Evening News Sunday Edition）
- エドワード・R・マロー
- コニー・チャン（英語版）
- ポーラ・ザーン
- ケイティ・クーリック
- ハリー・スミス